# Гестацијске трофобластне болести
Гестацијске трофобластне болести (ГТБ) су неоплазме трофобласта и стања у којима постоји предиспозиција за неоплазму. У ову групу болести спадају хидатиформна мола, инвазивна мола, гестацијски хориокарцином и трофобластни тумори плецентног лежишта.
Етиологију ГТБ неки аутори приписују прекомерном расту вилозног трофобласта, чија секреција води даљем бубрењу ресица, васкуларној облитерацији и оштећењу јајне ћелије Друга аутори, као што су Хертиг ја Едмондс, тврде да је иницијални процес у настанку ГТБ рана смрт ембриона, и немогућност развоја феталне циркулације што доводи до прекомерног бујања хорионских ресица код хидатиформне моле (ХМ).
Клинички знаци и симптоми гестацијске трофобластне болести често су недовољни за постављање дијагнозе и прогнозу тежине и тока болести. Тек након развоја и примене нових техника из области цитогенетике, створени су услови за разумевање посебних моларних ентитета. Мада и даље патогенеза ових болести, посебно хидатиформне моле, остаје контроверзна тема за многе гинекологе и акушере, у свим случајевима гестацијске трофобластне болести, присуство и ток болести може се пратити кроз квантитативно одређивање нивоа хуманог хорионског гонадотропина.
Захваљујући савременој технологија, данас гестацијске трофобластне болести спадају у групу најбоље лечених гинеколошких малигнитета.

## Историја
Први описи гестацијске трофобластне болести датирају још од давних времена пре рођења Христа:
- Хипократ је, у 4. веку пре нове ере, описао хидатиформну молу (ХМ), као водену болест материце. Њен настанак приписао је нездравој води.[12]
- У 6. веку, Еције из Амида, први је употребио израз hydatid.
- Грофица од Хенеберга, Маргарет, 1276. године родила је; | „ | „365 - оро деце“ на Велики петак. У време када је бишоп хтео сваку везикулу да крсти као Јосип или Марија, грофица је умрла од масивне хеморагије (искрвављења), што је заправо био један од примера комплетне хидатиформне моле. | ” |
- Све до средњег века, врло се мало знало о гестацијским трофобластним болестима (ГТБ).
- Једна од Париских бабица, Anne Victoire Boivin (1773—1841), прва је указала на могућност да је хидатиформна мола хорионског порекла.
- Бечки лекар Hans Chiari, 1871. године први је описаослучај са хориокарцинома, за који се до тада мислило да је неуобичајени облик примарог карцинома материце код млађих жена, удружени са скорашњом трудноћом. Hans Chiari је промене код хориокарцинома препозна као епителијални тумор, другојачији од саркома, али није знао да је пореклом од трофобласта.[12]
- Тек 1898. године, Феликс Маршан, професор патологије из Марбурга, је описао и доказао порекло ових тумора, тврдећи да они не настају из децидуе, већ из трофобласта.[14] Маршаново мисљење брзо је прихваћено у целој Европи.
- Након открића гонадотропних хормона, 1920. године, постало је јасно да питуитарни гонадотропини нису сасвим исти као хорионски. Тако је убрзо уведен чувени Ascheim-Zondek- тест за утврђивање Зондекове трудноће, за који се касније показало да је и први тест за присуство туморског маркера - хуманог хорионског гонадотропина (hCG), у гестацијским трофобластним болестима (ГТБ).
- Увођење 1972. године, технике мерења бета субјединице hCG, довело је до напретка у дијагностици и лечењу ГТБ.
- Године 1976. посебан допринос изучавању морфологији трофобластних болести дао је Курман са својим сарадницима, који је открио трофобластни тумора плацентног лежишта.
- Крајем седамдесетих година,Szulman и Surtia дефинисали су два облика хидатиформне моле: парцијалну, у којој постоји Фетус и триплоидни кариотип и комплетну молу без ембриона или фетуса, са диплоидним кариотипом.[12]
- Све до средине педесетих година 20. века, Када је Ли са сарадницима описао прву комплетну и продужену ремисију код пацијенткиње са хориокарциномом, лечене метотрексатом, прогноза болести била је лоша, чак и смртоносна код 90-95% случајева.
- Искуства и стечена сазнања кроз много векова истраживања сазлужна су што се данас гестацијске трофобластне болести сврставају међу најуспешније лечене малигне болести у гинекологији.[12][14].

## Епидемиологија
Гестацијске трофобластне болести дуго нису привлачиле пажњу епидемиолога, па је тек с краја 20. века спроведен већи број студија, што је, значајно допринео утврђивању глобалне и географска дистрибуција ових болести, и истовремено сгледан велики број потенцијалних фактора ризика. Открића механизма настанка гестацијских трофобластних болести, дало је још већи потстицај за нова истраживања.
Епидемиолошка слика гестацијских трофобластних болести ни данас није потпуна, као и за остале ретке болести, јер многи случајеви нису пријављени, а неки неће бити препознати. Поред тога, код гестацијских трофобластних болести, ово је посебно тешко, јер је не постоји валидни подаци о свим гестацијске догађајим у укупном становништву.
| „ | Најзначајнији методолошки проблеми, наведени у објављеним радовима, који ограничавају интерпретацију података о инциденци естацијске трофобластне болести су: дефиниција обољења, регистровање случајева обољења и идентификација ризичне популације. | ” |

Инциденција на гобалном нивоу
- Учесталост хидатидиформ моле на глобалном нивоу креће се од 23 до 1.299 случајева на 100.000 трудноћа. Учесталост малигних облика ГТД је много мањи, и креће се око 10%.[21]
- Инциденција хидатиформне моле (ХМ) највиша је у Југоисточној Азији и креће се од 1-2/1.000 трудноћа у Јапану и Кини, до 12/1.000 трудноћа у Индонезији, Индији и Турској.
- Инциденција хориокарцинома ( изражена је као проценат инциденције ХМ и варира од 19,1/1.000 трудноћа у Индији, до 0,2-0,7/1.000 трудноћа у Северној Америци, Европи и Азији.[22]

Инциденција по регионима
- Инциденција ХМ у Северној Америци,[23] Европи и Океанији приближно се креће 0,5-1/1.000 трудноћа.[24]
- Подаци из Јужне Америке и Африке, осим Нигерије прилично су оскудни .
- Недавне студије су показале значајан пад инциденције ГТБ у Кореји, са 4,4/1.000 трудноћа у шездесетим, на 1,6/1.000 у деведесетим годинама прошлог века.[25]
- Подаци из Јапана су слични, инциденција је са 4,9/1.000.000 становника 1974. године опала на 1,9/1.000.000 у 1993. години. Тенденција опадања броја оболелих приближна је и у суседном Тајвану.[26]

Морбидитет и морталитет
- Слично као и ХМ, инциденција хориокарцинома има опадајући катактера, што се приписује побољшању социјално-економских услова живота.
- Након примене одговарајућиј протокола, степен преживљавања је 100% у групи пацијентица са ниским скором, односно 80% са високо ризичним скором.[27]

## Класификација гестацијских трофобластних болести
Задњих деценија 20. века у гинекологији и акушерству, на глобалном нивоу, стварани су различити системи класификација гестацијских трофобластних болести (ГТБ), а све у циљу успешнијјег лечења оболелих пацијенткиња:
Прва класификација СЗО
Према класификацији коју је 1983. године дала Светска здравствена организација (СЗО), под термином ГТБ подразумевају се четири клиничко-патолошка облика поремећаја раста хуманог трофобласта:
- хидатиформна мола (комплетна и делимична),
- инвазивна мола,
- гестацијски хориокарцином,
- трофобластни тумор лежишта плаценте.[27]

Друга класификација СЗО
Светска здравствена организација у сарадњи са са међународним удружењем за гинеколошку патологију, 1994. године ревидирала је горенаведену класификацију на:
1. Хидатиформна мола
- а) Парцијална хидатиформна мола,
- б) Комплетна хидатиформна мола;

2. Инвазивна мола;
3. Хориокарцином;
4. Епителоидни трофобластни тумора;
5. Трофобластни тумора лежишта плаценте;
6 Трофобластне лезија
- а) Пренаглашена реакција плацентног лежишта,
- б) нодус или плак плацентног лежишта;
- ц) некласификоване трофобластне лезије.

Анатомска (ФИГО) класификација гестацијских трофобластних болести
Систем класификације Међународна федерација за гинекологију и акушерство (ФИГО) (стадијума), који датира из 1982. године, заснован је на анатомским критеријумима и прилагођен је системима класификације који се користе за све остале малигне туморе гинеколошке локализације. Пракса је показала, пре неким студијама да стадијум ФИГО класификације у око 13% случајева није одговарао категорији ризика болести према прогностичком скору.
Анатомска (ФИГО) класификација гестацијских трофобластних болести
| Стадијуми | Дефиниција                                                      |
| --------- | --------------------------------------------------------------- |
| I         | Болест ограничена стриктно на тело материце                     |
| II        | Болест проширена на гениталне структуре                         |
| III       | Метастазе у плућима, са или без захваћености гениталног система |
| IV        | Удаљене метастазе                                               |

На основу ове поделе и прописаних протокола спроводи се терапија, која је код бенигних (доброћудних) форми хируршка, а код малигних, конзервативна – хемиотерапија (један хемиотерапеутик код неметастатског облика болести са ниским ризиком или комбинација више хемиотерапеутика код високо ризичних метастатских облика).

## Етиологија и патогенеза
Поједини истраживачи етиологију гестацијске трофобластне болести (ГТБ) приписују прекомерном растуа вилозног трофобласта, чија секреција води даљем бубрењу ресица, васкуларне облитерације и оштећењу јајне ћелије (овума). Други истраживачи тврде да је иницијални процес у настанку ГТБ прерана смрт ембриона и немогућност развоја феталне циркулације што доводи до прекомерног бујања хорионских ресица код ХМ.
Анализа кариотипа ХМ открила је очево порекло лезије што је омогућило класификацији моларних трудноћа на комплетне и парцијалне. Основна разлика између комплетне и парцијалне моле је перзистенција мајчиног хромозомског сета у интерстцијалној моли, који вероватно са клиничког и морфолошког аспекта, доводи до настанка „блажег облика“ моларне трудноће.
Комплетна хидатиформна мола
Ова врста моле је зачетак без ембриона или фетуса, са генерализованим едемом плаценталних ресица и израженом трофобластном хиперплазијом. Највероватнија настаје као последица сложене грешке у време фертилизације (једно „празно јајашце“ које је изгубило матернални хаплоидни скуп хромозома, оплођено је нормалним сперматозоидом који носи „23 X се“т хромозома). Овај сет очевих хромозома удвостручује се без удружене ћелијске цитокинезе, како би се обезбедио зигот од неопходних 46 хромозома. Тако формиран геном потпуно је хомозиготан, а састав хромозома у њему је искључиво „XX“, јер фертилизација са једним „Y“ хромозомом даје ћелију „YY“ која не може да опстане. Код око 4-8% комплетних мола утврђено је - да поседују кариотип „46 XY“, који је настао када су „празно јајашце“ оплодила два сперматозоида (диспермија) који носе „X“ односно „Y“ . Јако ретко, оплођење могу извршити три сперматозоида
(триспермија), када ће кариотип овакве моле бити 69 „XXY“.
Парцијална хидатиформна мола
Ова врста моле је зачетак са утврђеним фетусом, делимичном хидатиформном променом и благом фокалном трофобластном хиперплазијом. Као и код комплетне моле, генетска грешка се јавља у фертилизацији. Јајашце које садржи уобичајен матернални хаплоидни скуп хромозома 23 „X“, оплодила су два, уместо једног сперматозоида, што чини укупно 69 хромозома. Типичне парцијалне моле, имају триплоидни кариотип
- „XXY“ у 59% случајева,
- „XXY“ у 40% и
- „XYY“ у 2% случајева.

У литератури су описани случајева неколико тетраплоидних зачетака (92 хромозома) са морфологијом парцијалне моле, који су били триандрични, односно имали су три очева и један мајчин хаплоидни сет хромозома. Претпоставља се да је механизам настанка ових мола триспермија.
Гестацијски хориокарцином
Патогенеза гестацијски хориокарцином је разноврсна. Хориокарцином се најчешће развија након:
Претходне комплетне хориоидне моле (ХМ)
У око 50% случајева хидатиформна мола, као веома честа претеча гестацијски хориокарцинома, јавља се најчешће пре двадесете и после четрдесете године живота, и обично јој претходи спонтани побачај. Исто тако, жене које су претходно боловале од ХМ, под већим су ризиком за поновљену моларну трудноћу, за разлику од оних са терминском трудноћом са живорођеним дететом. Ова чињеница подржава хипотезу да је ХМ заправо трудноћа са хромозомским аномалијама.
Након абортуса
 То је заправо терминске или ектопична трудноћа, која се карактерише појавом хориокарцинома у осталих 50% случајева.
За узроке постмоларног хориокарцинома наводе се две фактора:
- Метастазе непрепознатог интрамоларног жаришног хориокарцинома,
- Директним развојем из малигне промене у имплантираном трофобласту оплођеног овума.

Хориокарцином хистолошки карактерише анапластични цитотрофобласт и синцициотрофобласт, без хорионских ресица.

## Клиничка слика
Мада постоје велике сличности клиничке слике мешу гестацијским трофобластним болестима, ипак ове болести имају и своје посебне (специфичне) клиничке знаке и симптоме.
Код највећег броја болесница, парцијална мола се манифестује се клиничком сликом спонтаног побачаја. До побачаја долази између 9 и 22 недеље (просечно након 14,5 недеља). У око 45% случајева парцијална мола (сем оних утврђених на селективним побачајима) пролази недијагностификовано све ду другог триместра трудноће, јер је крварење из материце слабо или се јавља касно. Сонографски оваква трудноће се најчешће дијагностикују као „missed abortion“.
Водећи клинички знак комплетне моле је крварење из материце коке се јавља између 6 и 16 недеље гестације, у више од 95% болесница. Материца је увећана, значајније него што се очекује у аменореји. Само једна трећина болесница има спонтани побачај, јер се дијагноза једноставно постављање ултразвучним прегледом што омогућава рану интервенцију. Код 1/4 болесница јавља се токсемија и хиперемезау првом и другом триместру.
Гестацијски хориокарцином може настати из било ког типа трудноће;
- моларна трудноћа, у 50% случајева
- абортус у 25% случајева,
- терминска трудноћа у 23% случајева
- ектопична трудноћа у 3% случајева.[36]

Клиничка презентација хориокарцинома може варирати од случаја до случаја, али у већини случајева повезана је са деструкцијом ткива или крварењем. Стога је основни знак и симптом хориокарцинома у 64% случајева, ненормално крварење из матарице, после било које трудноће. Некада су симптоми повезани са метастазама, јер туморске ћелије из примарне лезије материце лако улазе у венске канале миометријума и крећу се материчним оваријалним венама. Плућа су најчешће место лезија након хематогене дисеминације. Смрт код хориокарцинома најчешће настаје због крварења и/или плућне инсуфицијенције. Смртоносна искрварења обично настају у централном нервном систему или плућима (43%) , јетри (94%), гастроинтестиналном тракту (4%) и перитонеуму (3%) . Плућна инсуфицијенција може бити изазвана великом масом тумора, као и учинцима ирадијације и цитотоксичне хемиотерапије.

## Прогноза
Жене са хидатидиформном молом имају одличну прогнозу. Жене са малигним обликом ГТБ обично имају веома добру прогнозу.
Хориокарцином, на пример, је неуобичајен, али скоро увек излечив облик рака. Иако је хориокарцином високо малигни тумор и болест опасна по живот, веома је осетљив на хемотерапију. Практично све жене са неметастатском болешћу су излечене и задржавају своју плодност. Прогноза је такође веома добра за оне са метастатским (ширећим) раком, у раним фазама, али плодност може бити изгубљена. Хистеректомија (хируршко уклањање материце) се такође може понудити пацијентима старијим од 40 година или онима којима стерилизација није препрека. Само неколико жена са ГТБ има лошу прогнозу, нпр. неки облици стадијума 4 ГТН. 
За процену ризика користи се ФИГО систем. Ризик се може проценити помоћу система бодовања као што је Модификовани систем прогностичког бодовања СЗО, где се резултати између 1 и 4 из различитих параметара сумирају заједно:
|                                               | 0     | 1               | 2                         | 4            |
| --------------------------------------------- | ----- | --------------- | ------------------------- | ------------ |
| Године                                        | <40   | ≥40             | –                         | –            |
| Претходна трудноћа                            | мола  | абортус         | термин                    | –            |
| Интервал месеци од индексне трудноће          | <4    | 4–6             | 7–12                      | >12          |
| Вредност хЦГ (IU/L) у серуму пре третмана     | <103  | 103–104         | 104–105                   | >105         |
| Највећа величина тумора (укључујући материцу) | <3    | 3–4 cm          | ≥5 cm                     | –            |
| Место метастаза                               | плућа | слезина, бубрег | гастроинтестинални систем | јетра, мозак |
| Број метастаза                                | –     | 1–4             | 5–8                       | >8           |
| Претходна неуспешна хемотерапија              | –     | –               | један лек                 | ≥2 лека      |

У овом систему бодовања, жене са скором 7 или више сматрају се високоризичним.
Веома је важно да се малигни облици ГТБ открију на време. У западним земљама жене са моларном трудноћом се пажљиво прате; на пример, у Великој Британији, све жене које су имале моларну трудноћу су регистроване у Националном трофобластном скрининг центру. Постоје напори у овом правцу и у земљама у развоју, па је и у овим земљама дошло до побољшања у раном откривању хориокарцинома, чиме је значајно смањена стопа морталитета и у земљама у развоју.

### Поновна трудноћа
Већина жена са ГТБ може поново затрудњети и поново имати децу. Ризик од даље моларне трудноће је низак. Више од 98% жена које затрудне након моларне трудноће неће имати нови облик хидатидиформне моле или ће бити под повећаним ризиком од компликација.
У прошлости се сматрало да је важно не затрудњети одмах након ГТБ. Специјалисти су препоручили период чекања од шест месеци након што нивои хЦГ постану нормални. Недавно је ово становиште доведено у питање. Нови медицински подаци сугеришу да је значајно краћи период чекања након што нивои хЦГ  постану нормални за отприлике 97% пацијената са хидатидиформним молама.

### Ризик од понављања ГТБ
Ризик од поновљене ГТБ је приближно 1 од 100, у поређењу са приближно 1 од 1.000 ризика у општој популацији. Нарочито жене чији нивои хЦГ остају значајно повишени су у ризику од развоја поновљене ГТБ.

### Перзистентна трофобластна болест
Термин «перзистентна трофобластна болест» (ПТД) се користи када након лечења моларне трудноће, нешто моларног ткива остане и поново почиње да расте у тумор. Иако се ПТД може ширити у телу попут малигног рака, укупна стопа излечења је скоро 100%.
Код велике већине пацијената, лечење ПТД-а се састоји од хемотерапије. Само око 10% пацијената са ПТД може се успешно лечити другом киретажом.

### ГТБ коегзистирајућа са нормалним фетусом
ГТБ коегзистирајућа са нормалним фетусом, назива се "близаначка трудноћа"
У неким веома ретким случајевима, ГТН може коегзистирати са нормалним фетусом. Ово се зове "близаначка трудноћа". Овим случајевима треба да управљају само искусне клинике, након опсежних консултација са пацијентом. Пошто би успешан порођај могао бити могућ, трудноћу треба дозволити да се настави ако мајка жели, након одговарајућег саветовања. Вероватноћа да се добије здрава беба је приближно 40%, али постоји ризик од компликација, нпр. плућна емболија и прееклампсија. У поређењу са женама које су једноставно имале ГТБ у прошлости, не постоји повећан ризик од развоја упорне ГТД након такве близаначке трудноће.
У неколико случајева, ГТБ је коегзистирала са нормалном трудноћом, али је то откривено тек случајно након нормалног порођаја.